# النادي المكناسي
النادي المكناسي أو النادي الرياضي المكناسي هو نادي رياضي مغربي من مدينة مكناس، يمارس في البطولة الاحترافية المغربية، هو من الأندية العريقة في الكرة المغربية، يُعرف أكثر في رياضة كرة القدم وكرة اليد تأسس عام 1962 بعد اندماج جميع فرق العاصمة الاسماعلية. يلعب في البطولة الوطنية المغربية، وعاد سنة 2024 إلى القسم الأول بعد نزوله سنة 2013. ألوان الفريق الأحمر والأبيض . عبر تاريخه كان النادي المكناسي دائما يشكل رقما صعبا الكرة المغربية بعد الاستقلال تاسس النادي المكناسي  كأول فريق يصعد من القسم الثاني والفوز بلقب بطل المغرب مباشرة كما أنه التقى بالفريق الفرنسي اولمبيك مرسيليا وتغلبه عليه بعد منافسات دوري الاب جيكو وفي أول مرة أسس فيها النادي وبعد ثلاث سنوات تمكن النادي من الصعود ومقارعة كبار الأندية المغربية وفوزه بكأس العرش المغربي

## التاريخ
مع إطلالة سنة 1962 يأتي التفكير في إنشاء فريق النادي الرياضي المكناسي، ناد يضم مختلف الفروع الرياضية، ويعطي انطلاقة رياضية أخرى تعتمد بالدرجة الأولى على أُطر ومسيّرين أكفاء يعملون للحفاظ على تلك الصفحات المشرقة التي طبعت مسيرة الرياضة بمدينة مكناس، زمرة من المسيرين وحشد كبير من اللاعبين كانوا وراء هذا التأسيس، فالبداية الصعبة للفريق المكناسي لم تستطع أن تعطي ما كان ينتظر منها بالقياس إلى عدد اللاعبين وحرص المسؤولين عن الرياضة بالمدينة الذي بدأ يقل لظهور عوامل أخرى كانت آثارها واضحة على القطاع الرياضي، في حين الجيل الذي صنع الأمجاد، وحقق الحضور المشرق بدأ يدخل خانة التهميش تارة والنسيان تارة أخرى. ولم يبق أمام الفريق سوى اللعب من أجل الصعود إلى قسم الكبار. والرهان على فتح صفحات أخرى، وفعلا يستطيع الفريق المكناسي في مسيرته أن يوفق بين هذا الحلم ويحقق الصعود، وتبدأ مسيرته التي اتسمت بمعادلة غريبة ذلك أن الفريق المكناسي يصعد لينزل، وينزل ليصعد، وبين هذا وذاك تفتقت بعض المواهب، ويحقق بعض البريق، ويسجل بعض الحضور، وفي هذا الجدول نوضح بعض التعثرات التي رافقت الفريق منذ التأسيس إلى يومنا هذا .

## ملعب النادي

الملعب الشرفي بمكناس

الملعب الشرفي بمكناس، وهو ملعب جميل يشبه الملاعب الإسبانية، حيث يتميز بوجود أربع مدرجات قريبة من الملعب، مخصص فقط لكرة القدم وبدون مضمار أولمبي بتصميمه المماثل لأشهر الملاعب الأوروبية كون أن المدرجات مجانبة لأرضية الملعب. تبلغ طاقته الاستيعابية 20.000 متفرج بعد أن تم توسيع مدرجاته وإصلاحها مع بداية القرن الحالي كما انطلقت فيه أشغال تعشيب جديدة بعد نهاية الموسم الرياضي 2006 - 2007. وآخرها في بداية الموسم الرياضي 2024-2025

## مسيرة النادي
- 1962 ـ تأسس الفريق المكناسي بعد انضمام كل من نادي طنجة فاس، نادي الرشاد المكناسي، نادي الأطلس المكناسي ونادي الإسماعيلية.
- 1963 ـ الصعود إلى قسم الكبار
- 1965ـ 1966 ـ فوز الفريق المكناسي بكأس العرش والنزول إلى القسم الوطني الثاني
- 1966ـ 1968 ـ القسم الوطني الثاني
- 1969 ـ الصعود مرة أحرى إلى القسم الوطني الأول
- 1970 ـ النزول إلى القسم الوطني الثاني
- 1986 ـ الملف القضائي والنزول إلى القسم الوطني الثاني
- 1987 ـ الصعود إلى القسم الوطني الأول
- 1988 ـ النزول مرة أخرى إلى القسم الوطني الثاني
- 1989ـ 1990 ـ لعب مباريات السد من أجل الصعود إلى القسم الوطني الأول ضد الفتح 1 ـ 0
- 1990ـ 1991 ـ مقابلة السد ضد الاتحاد البيضاوي
- 1991ـ 1992 ـ القسم الوطني الثاني
- 1993 ـ عودة الفريق المكناسي إلى قسم الكبار بعد لقاء السد ضد حسنية اغادير
- 1994ـ 1995 ـ بطل المغرب لأول مرة في تاريخه
- 1996 ـ لعب الفريق دوري كأس إفريقيا
- 2005 ـ لعب الفريق دوري كأس إفريقيا
- 2006 ـ لعب الفريق دوري كأس أبطال العرب
- 2011 ـ صعود الفريق إلى القسم الأول
- 2011 ـ لعب الفريق نهائي كأس العرش وانهزم أمام المغرب الفاسي
- 2012 ـ المشاركة في كأس الاتحاد الإفريقي
- 2023 ـ عودة الفريق المكناسي إلى القسم الوطني الثاني
- 2024 عودة الفريق المكناسي إلى القسم الوطني الأول

## الشعار السابق للنادي

## سجل بطولات النادي
|  | البطولات                    | عدد الألقاب | سنوات الألقاب    | الوصافة    |
|  | --------------------------- | ----------- | ---------------- | ---------- |
|  | الدوري المغربي الممتاز      | 1           | 1995             | 1982       |
|  | كأس العرش                   | 1           | 1966             | 1981، 2011 |
|  | الدوري المغربي القسم الثاني | 3           | 1975، 2011، 2024 |            |

## وصلات خارجية
- الموقع الرسمي للنادي